# Lepidura callaina
Lepidura callaina är en stekelart som beskrevs av Dasch 1974. Lepidura callaina ingår i släktet Lepidura och familjen brokparasitsteklar. Inga underarter finns listade i Catalogue of Life.